# ASP loophole
L'ASP loophole è un problema che si verifica quando un'azienda fa uso di software libero licenziato sotto GNU GPL per creare applicazioni web, le quali non vengono utilizzate direttamente dall'utente finale, il quale si limita a sfruttarne i servizi tramite una web application remota. A causa di una lacuna in tale licenza, l'azienda in questione può usare e modificare il codice sorgente senza dover distribuire le modifiche effettuate, violando di fatto il concetto di software libero, volto alla diffusione della conoscenza.